# OKI C300
OKI C300 — серия настольных светодиодных принтеров производства компании OKI для полноцветной печати формата А4, выпущенных компанией в 2012 году. Предназначены для использования в малых рабочих группах, преимущественно для монохромной печати, а цветной лишь периодически.
Линейка включает принтеры OKI C301dn и OKI C321dn, отличающиеся тем, что второй имеет поддержку PCL и PostScript.

## Особенности
Позволяет работать с носителями: от А6 до баннеров длиной 1320 мм при плотности до 220 г/м2.
В стандартной поставке предусмотрены двухсторонняя печать (дуплекс) и сетевой интерфейс.
Используется светодиодная технология и мелкодисперсный тонер.

## Технические характеристики
| Принтер                            | С301dn | C321dn |
| ---------------------------------- | --- | --- |
| Скорость печати A4, стр./мин.      | 20 стр./мин. — цветная, 22 стр./мин. — монохромная                                                                                        | 20 стр./мин. — цветная, 22 стр./мин. — монохромная                                                                                                |
| Время выхода первой страницы, сек. | 9 — цветная; 8,5 — черно-белая | 9 — цветная; 8,5 — черно-белая |
| Время нагрева, сек.                | До 60 сек от включения и до 32 сек из режима экономии энергии                                                                             | До 60 сек от включения и до 32 сек из режима экономии энергии                                                                                     |
| Частота процессора, МГц            | 266 | 532 |
| Стандартные интерфейсы             | USB 2.0 High Speed, 10/100 TX Ethernet | USB 2.0 High Speed, 10/100 TX Ethernet |
| Поддерживаемые языки               | Хост-печать под управлением Windows / Mac (GDI)                                                                                           | PCL6 (XL3.0 и PCL5c), эмуляция PostScript 3, SIDM (IBM-PPR, EPSON-FX)                                                                             |
| Разрешение печати, dpi             | 1200х600 600х600 | 1200х600 600х600 |
| Объем лотков (при 80 г/м2)         | Лоток 1: 250 листов; Многоцелевой лоток: 100 листов                                                                                       | Лоток 1: 250 листов; Многоцелевой лоток: 100 листов                                                                                               |
| ОЗУ, МБ                            | 64 | Стандартно: 128 Максимально: 640 |
| Энергопотребление, Вт              | Работа: 480; Пиковое: 1170; Режим ожидания: 80; Режим экономии энергии: <9.5Вт; Режим глубокого сна: <2.5Вт; Режим автоотключения: <0.5Вт | Работа: 480Вт; Пиковое: 1170Вт; Режим ожидания: 90Вт; Режим экономии энергии: <9.5Вт; Режим «Глубокого сна»: <1.5Вт; Режим автоотключения: <0.5Вт |
| Уровень шума, dB(A)                | В работе: <52; В режиме ожидания: 35; Режим экономии энергии: беззвучно                                                                   | В работе: <52; В режиме ожидания: 35; Режим экономии энергии: беззвучно                                                                           |
| Габариты, мм                       | 242 x 410 x 504 (ВхШхГ) | 242 x 410 x 504 (ВхШхГ) |
| Масса, кг                          | 22 | 22 |
| Нагрузка, стр./мес.                | Максимальная: 30000 Рекомендованная: 2000                                                                                                 | Максимальная: 30000 Рекомендованная: 2000 |

## Похожие модели
- Xerox Phaser 6010N
- Brother HL-3040CN
- HP LaserJet Pro 200 M251n
- HP LaserJet Pro 300 Color MFP M375nw
- HP LaserJet M276n
- Xerox Phaser 6500DN